# كيرميت شميت
كيرميت شميت (بالإنجليزية: Kermit Schmidt)‏ هو لاعب كرة قدم أمريكية أمريكي، ولد في 31 مارس 1908 في أوكين في الولايات المتحدة، وتوفي في 1 ديسمبر 1963.